# Burgenland Energie
Burgenland Energie AG ist ein Technologieunternehmen, das mit einer Firmenwortlautänderung im Mai 2022 aus dem Unternehmen Energie Burgenland AG entstanden ist. Burgenland Energie ist führend im Bereich der erneuerbaren Energien Wind und Photovoltaik. Es steht zu 51 % Prozent im Eigentum der Landesholding Burgenland GmbH, 49 % hält die Burgenland Holding AG. Der Hauptsitz ist in Eisenstadt.

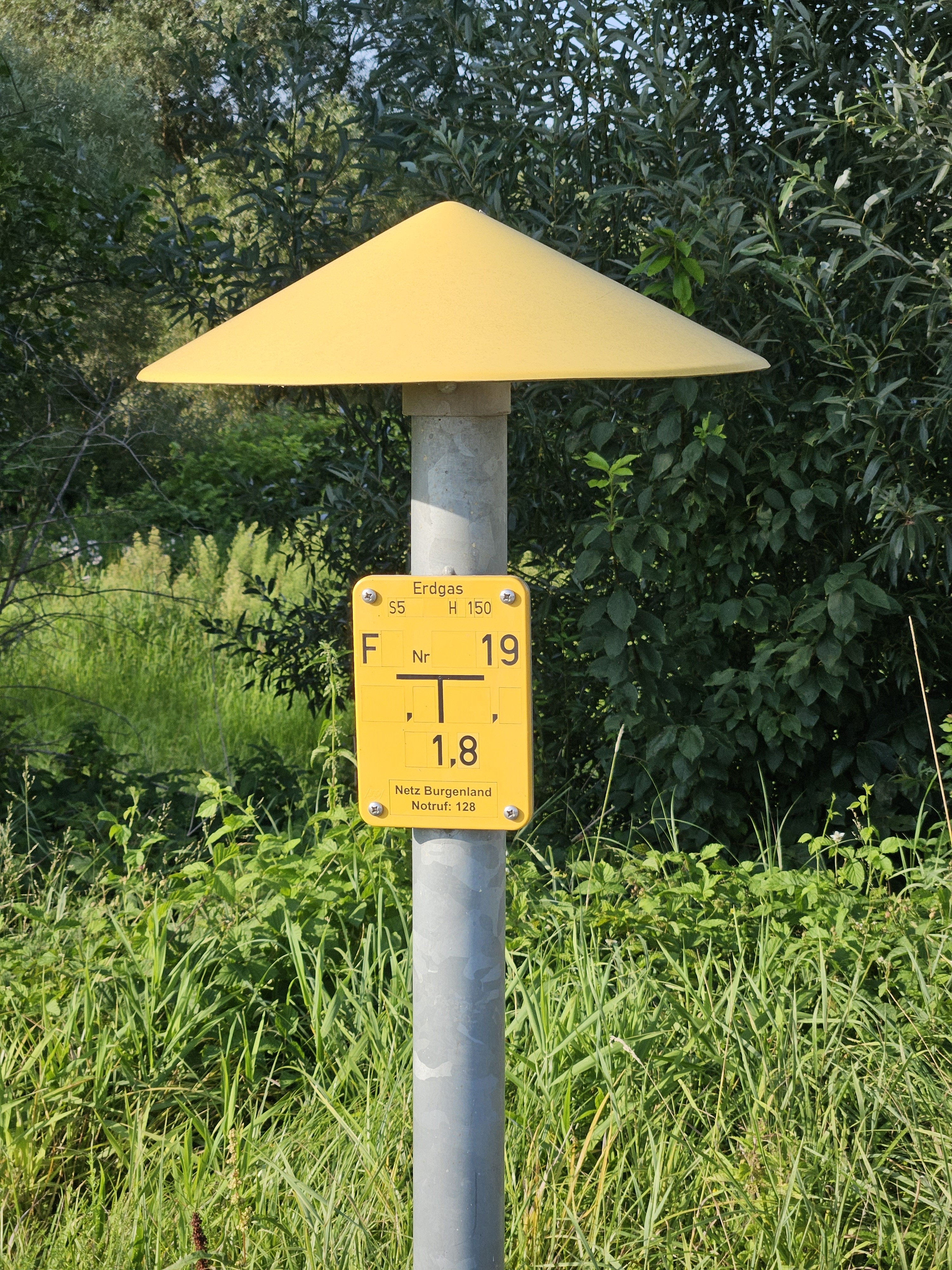
Gasleitung der Netz Burgenland

## Tätigkeit
2012 wurden die Unternehmen BEWAG und BEGAS als Energie Burgenland fusioniert. 2022 wurde Energie Burgenland zu Burgenland Energie umbenannt. Vom Unternehmen werden rd. 209.000 Strom-Kundenanlagen und rd. 43.000 Gas-Hausanschlüsse betreut. Zu den vier Geschäftsfeldern zählen Erneuerbare Erzeugung, Netzausbau, Digitalisierung und Kunden.
Mit zwei Multimegawatt Windkraftanlagen in Potzneusiedl wurde im Mai 2011 die zweite Wind-Initiative gestartet. Insgesamt wurden von der Burgenland Energie rund 800 Mio. € in den Ausbau der Windenergie investiert. Mit diesen Investitionen wurde erreicht, dass ab 2013 im Land so viel Strom aus Windenergie erzeugt wird, wie das Jahr über im Burgenland verbraucht wird. Außerdem flossen 90 Mio. € in den Ausbau der Netzinfrastruktur.

## Unternehmensgruppe
BE Vertrieb GmbH & Co KG
Der Vertrieb von Strom und Erdgas sowie die Energiebeschaffung sind in dieser Tochter angesiedelt.
BE Solution GmbH
BE Solution GmbH beliefert Kunden mit thermischer Energie (Wärme) aus verschiedenen Technologien (Erdgas, Pellets, Wärmepumpe etc.) sowie mit Strom aus Photovoltaikanlagen. Weiters steht die Errichtung und Betriebsführung von komfortablen und umweltfreundlichen Gesamtlösungen für Heiz-, Kälte-, Photovoltaik- und Lichtanlagen im Fokus sowie die effiziente Entwicklung der E-Mobilität im Burgenland inklusive der laufende Ausbau der Ladeinfrastruktur.

BE Energy GmbH
In der Sparte Erneuerbare Erzeugung werden die Bereiche Photovoltaik, Windkraft, Wasserkraft, Biomasse inklusive Biomassenetze gebündelt. Im Detail: Neben dem Ausbau der Flächen-PV-Anlagen sowie dem Betrieb, dem weiteren Ausbau und Repowering von Windenergieanlagen betreibt das Tochterunternehmen das Wasserkraftwerk Pinkafeld sowie Biomasseanlagen. Der Bereich Biomasse ist in einem Tochterunternehmen, der BE Energy GmbH, angesiedelt.
BE Technology GmbH
BE Technology GmbH entwickelt Digitallösungen und ermöglicht die dafür nötige Breitbandinfrastruktur im Burgenland. Vier Arbeitsfelder stehen im Mittelpunkt: Die Entwicklung innovativer, digitaler Produkte / Services für Privatkunden, Unternehmen und Gemeinden. Die Betreuung einer digitalen Produkt- und Serviceplattform sowie einer Community. Die Steuerung von Digitalisierungsprojekte der Burgenland Energie. Die Koordination des weiteren Breitbandausbaus, um jeden burgenländischen Haushalt bis 2030 mit „High-Speed-Breitband“ zu versorgen.
Netz Burgenland GmbH
Die Netz Burgenland GmbH betreibt, errichtet und hält das burgenländische Strom- und Gasnetz instand.
BE Service GmbH
Von diesem Tochterunternehmen werden hauptsächlich interne Serviceleistungen für die Burgenland Energie erbracht. Zusätzlich werden technische Dienstleistungen im energiewirtschaftsnahen Bereich (z.  B. für Netze und Erzeugung) angeboten.
BE Finance GmbH
Unternehmensgegenstand: Vermögensverwaltung

## Erneuerbare Energie
Burgenland Energie betreibt seit 1997 Windenergieanlagen und ist führend in der Erzeugung von Windenergie in Österreich. Seit 2022 ist das Unternehmen führend im Bereich der Photovoltaik in Österreich.

## Netzausbau
Am 6. April 2023 wurde der Baustart der Mittelburgenland-Leitung berichtet. Sie verläuft vom Umspannwerk Oberpullendorf zum UW Rotenturm, auf 3/4 der Strecke auf der Trasse des 380-kV-Hochspannungsrings der Austrian Power Grid (APG). Das Projekt wurde im UVP-Verfahren nicht beeinsprucht.